# Autana (rijeka)
Autana (špa. Río Autana) je crnovodna rijeka u Venezueli. Pritoka je rijeke Sipapo i pripada porječju rijeke Orinoco.

## Riječni tijek
Izvori ove rijeke su u zapadnom dijelu Gvajanskom štita, sjeverno do rijeke Ventuari. Rijeka većinom teče prema zapadu i kao desna pritoka utječe u rijeku Sipapo pokraj jezera Guiripipi (Laguna Guiripipi). Jedna od najvećih pritoka je Caño Negro, koja joj utiče s desna na koordinatama 4°46′44″N 67°24′45″W / 4.77889°N 67.41250°W.

## Vanjske poveznice
|  | Zajednički poslužitelj ima još gradiva o temi Autana (rijeka) |